# Alauda arvensis
(Giovanni Pascoli, Myricae - L'ultima passeggiata, "Di lassù")
L'allodola (Alauda arvensis Linnaeus, 1758), detta anche lodola, è un uccello passeriforme della famiglia degli Alaudidi.

## Descrizione
L'allodola è lunga circa 16–18 cm, ha un'apertura alare che può raggiungere i 36 cm e pesa circa 35-45 g. È caratterizzata da un piumaggio di colore marrone leggermente striato di nero nella parte superiore, più chiaro in quella inferiore, nonché da un piccolo ciuffo erettile che mostra solo se allarmata. In volo mostra una coda corta e larghe ali corte. La coda e la parte posteriore delle ali sono bordate di bianco. I sessi sono simili.

## Biologia
È un uccello gregario e forma piccoli branchi, ha un volo possente e ondulato, alternando battiti d'ala a chiusure d'ala. Ama portarsi in volo a qualche centinaio di metri di altezza per poi ritornare verso terra ad ali chiuse, riaprendole solo a poca distanza dal suolo. Terragnola, cammina e saltella agilmente tenendo il corpo in posizione orizzontale.

### Riproduzione

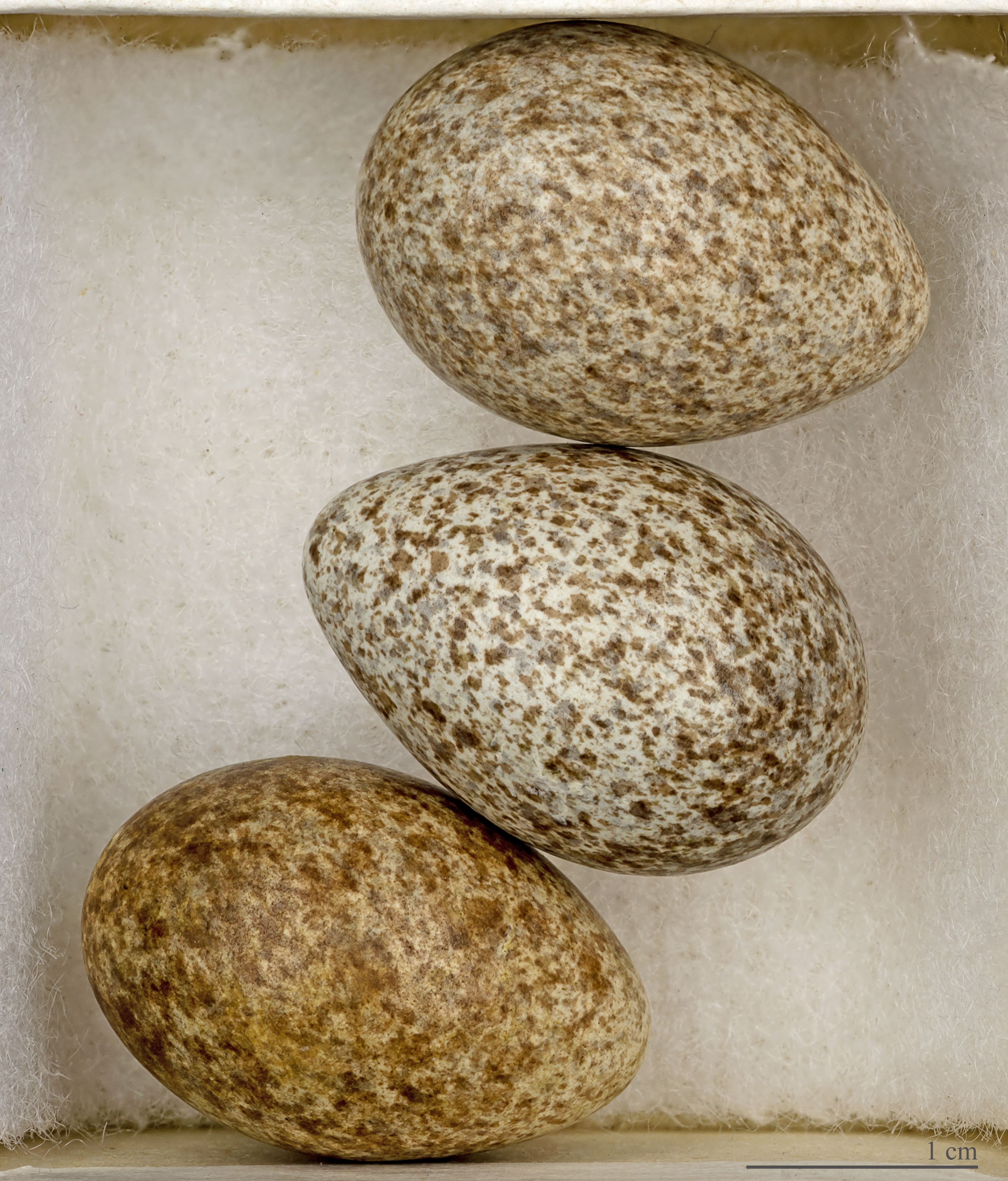
Uova di Alauda arvensis

Nidifica sul terreno costruendo un nido in una depressione naturale. Tra marzo e agosto la femmina depone 3-6 uova grigio-biancastre picchiettate di marrone-verdino e macchiettate di bruno che cova per 11-12 giorni. I piccoli, nutriti anche dal maschio, sono capaci di volare dopo circa 3 settimane dalla nascita. Effettua 2-3 covate all'anno.

### Alimentazione
Si nutre prevalentemente di semi, vegetali (semi, germogli, foglie), arricchendo la dieta con insetti durante il periodo riproduttivo. Gli insetti sono anche il cibo dei nidacei.
Occasionalmente si nutre anche di piccoli animali.
In primavera le allodole si cibano anche dei germogli della cicuta perché particolarmente ricchi di sostanze nutritive. La cicuta è una pianta tossica per l'uomo, ma non per l'allodola.

## Distribuzione e habitat
È diffuso in tutta Europa e Asia. Le popolazioni del nord e dell'est migrano in autunno verso l'Europa meridionale e il Nordafrica per poi ritornarvi alla fine dell'inverno; le popolazioni meridionali sono stanziali. L'allodola frequenta campagne più o meno coltivate, steppe, prati, pascoli e dune sabbiose, sia in pianura che in quota.

## Sistematica
Sono note le seguenti sottospecie:
- Alauda arvensis arvensis Linnaeus, 1758
- Alauda arvensis sierrae Weigold, 1913
- Alauda arvensis cantarella Bonaparte, 1850
- Alauda arvensis harterti Whitaker, 1904
- Alauda arvensis armenica Bogdanov, 1879
- Alauda arvensis dulcivox Hume, 1872
- Alauda arvensis kiborti Zaliesski, 1917
- Alauda arvensis loennbergi Hachisuka, 1926
- Alauda arvensis pekinensis Swinhoe, 1863
- Alauda arvensis intermedia Swinhoe, 1863
- Alauda arvensis japonica Temminck & Schlegel, 1848

## Letteratura e simbolismo
Il comportamento dell'allodola, che al mattino della bella stagione si innalza in volo verticalmente a cantare per poi precipitare rapidamente e ritornare in alto riprendendo il canto, ha ispirato poeti e letterati e ha dato origine ad una ricca simbologia, facendone anche un animale araldico.

### L'allodola in musica
L'alouette è una filastrocca franco-canadese molto popolare fra i bambini ed il compositore rumeno George Enescu le dedicò una canzone intitolata Ciocarlia (romeno per allodola).
The Lark Ascending ("L’allodola che si solleva in volo") è il titolo di un componimento per violino e orchestra del britannico Ralph Vaughan Williams, composto nel 1914, ed ispiratosi all’omonimo componimento di George Meredith del 1881.
È presente anche un'opera per pianoforte intitolata L'Allodola (in russo Жаворонок, 1864) composta da Milij Alekseevič Balakirev, trascrizione da Addio a San Pietroburgo n. 10 di Glinka.

### L'allodola in araldica
In araldica l'allodola può comparire sia ferma che volante.
Il nome è rimasto famoso anche perché fu assegnato da Cesare alla Legio V Alauda costituita nel 52 a.e.v. e distrutta nella rivolta batava del 70 a.C..

### L'allodola in letteratura
Esopo dedica all'allodola una sua favola, L'allodola e il contadino.
Dante Alighieri nella sua Divina Commedia cita quest'uccello facendone addirittura una metafora dell'aquila, uccello già di per sé carico di simbolismi:
(Dante Alighieri, Divina Commedia Paradiso, XX, 73-76)
Il poeta e favolista francese La Fontaine fa dell'allodola la protagonista di una delle sue fiabe L'alouette et ses petits avec le maître d'un champ ("L'allodola ed i suoi piccoli con il padrone di un campo").
William Shakespeare la chiama «messaggera del mattino»; da Romeo e Giulietta, atto terzo, scena quinta:
Giulietta
È stato l'usignolo, non l'allodola, che ha colpito l'incavo del tuo orecchio timoroso.
Canta ogni notte, laggiù, su quell'albero di melograno. 
Credimi, amore, era l'usignolo.»
Romeo
Percy Bysshe Shelley le ha dedicato un'ode: To a Skylark ("Ad un'allodola"):
(Percy Bysshe Shelley,  Ad un'allodola in Poesie, a cura di Roberto Sanesi, Milano, 1983)
Il francese Victor Hugo utilizza il nome di quest'animale come soprannome alla piccola bambina Cosette, personaggio del romanzo storico I Miserabili.
Charles Baudelaire nella poesia Elevazione contenuta ne I fiori del male paragona il pensiero all'allodola.

### Miti e simbolismi
Secondo una leggenda indiana il poeta Bahradvāja, uno dei saggi del Mahābhārata, fu nutrito da un'allodola.
Nella mitologia nordica il fatto che l'allodola corra nei campi di grano quando questo è ancora verde, vi faccia il nido e da terra s'involi per cantare, l'ha resa incarnazione dello spirito del grano.
Il comportamento dell'allodola, che sale verticale in cielo a cantare è stato ripreso dalla simbologia cristiana medioevale, attribuendo all'allodola prima il simbolo della preghiera, che da terra si innalza verso Dio, poi l'immagine di Cristo, secondo le parole del Vangelo:
(Vangelo secondo Giovanni, 16, 28)
Inoltre, poiché Plutarco narra della considerazione in cui erano tenute le allodole nell'isola di Lemno, in quanto si cibano di uova di locusta, divoratrice dei raccolti, ed essendo la locusta una delle immagini del Male, ecco che l'allodola, nell'immaginario medievale, fu vista anche per questo come simbolo del Cristo.